# Protitame virginalis
Protitame virginalis là một loài bướm đêm trong họ Geometridae.